# Parasitoïde

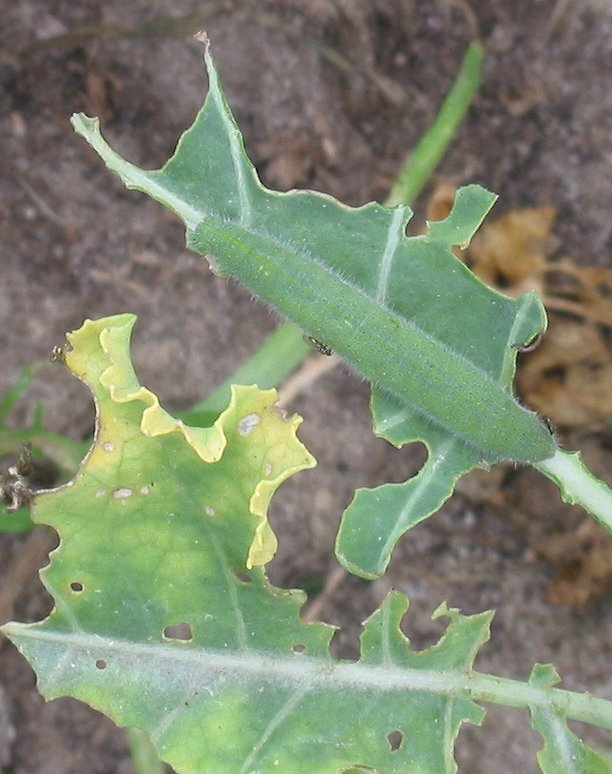
Rups van klein koolwitje op boerenkool met sluipwespen uit het geslacht Apantheles (familie Braconidae)

Parasitoïden zijn organismen die voor hun ontwikkeling op een gastheer moeten leven en die gastheer uiteindelijk doden. Het criterium dat een parasiet onderscheidt van een parasitoïde is dat de gastheer bij een parasitoïde uiteindelijk aan de interactie doodgaat en bij de parasiet niet. De term 'parasitoïde' is in 1913 geïntroduceerd door de Finse zoöloog Odo Reuter.
De meeste parasitoïde insecten behoren tot de gewone sluipwespen of de sluipvliegen. Sommige sluipwespen leggen bijvoorbeeld hun eieren in de eieren, larven en/of imagines van andere insecten, waarna de larve van de sluipwesp zijn gastheer langzaam levend opeet. Sommige parasitoïden ontwikkelen zich zelfs met meerdere tegelijk in een enkele gastheer. Juist door deze eigenschap kunnen ze in de gewasbescherming bijzonder nuttig zijn: ze kunnen zich namelijk vaak nog handhaven als de bevolkingsdichtheid van de plaag zo laag is dat deze beneden de grens ligt waarbij economische schade wordt veroorzaakt.
Parasitoïde schimmels zijn de vele cordyceps soorten zoals de rupsendoder.

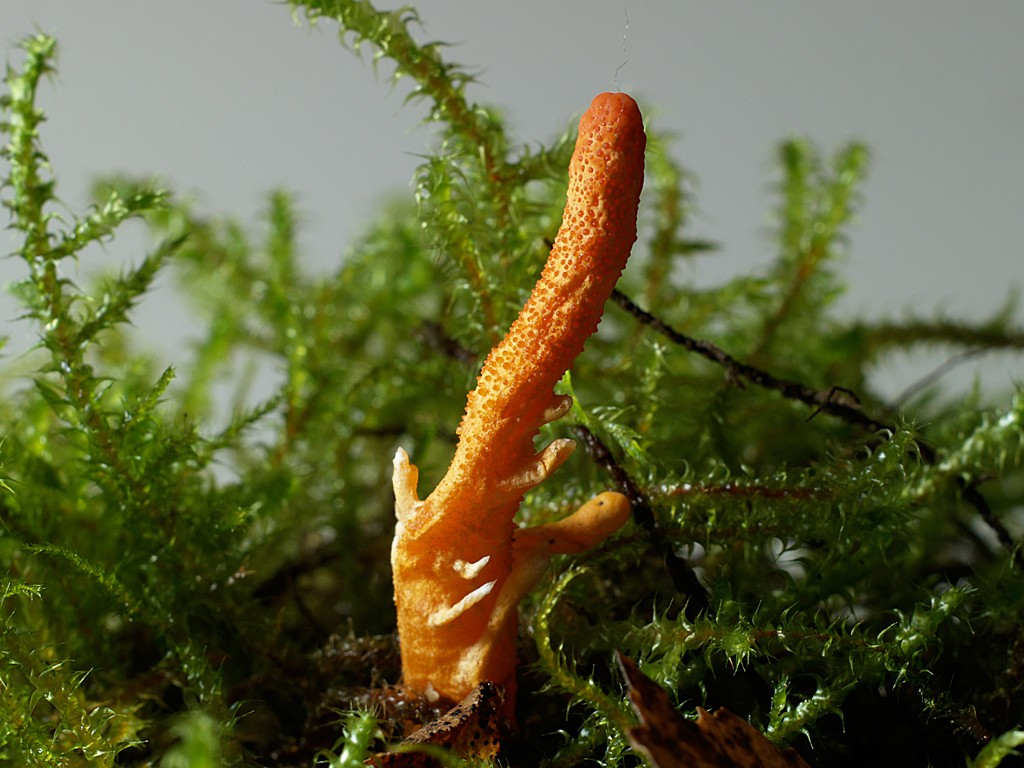
Rupsendoder

Ectoparasitoïden leven op hun gastheer, in tegenstelling tot endoparasitoïden die zich in hun gastheer ontwikkelen.
Een parasitoïde onderscheidt zich van een predator doordat de parasitoïde hooguit een enkele gastheer doodt, terwijl de predator er vele moet doden om te overleven. 